# Gens Falcidia
La gens Falcidia era una familia plebeya de la antigua Roma. Se conoce principalmente por dos personajes, Cayo Falcidio y Publio Falcidio, ambos influyentes en el desarrollo del derecho romano durante el siglo I a. C.

## Miembros
- Cayo Falcidio, tribuno de la plebe y legado en años inciertos. Fue mencionado por Cicerón en su discurso a favor del Ley Manilia, 66 a. C.[2]
- Publio Falcidio, tribuno de la plebe en el año 40 a. C., fue el autor de la Lex Falcidia de Legatis, que se mantuvo en vigor en el siglo VI d. C., cuando fue incorporada por Justiniano a las Corpus iuris civilis. Decretó que al menos una cuarta parte de la herencia o propiedad de un testador debe estar asegurada al heres scriptus. Dion Casio menciona la ley, pero aparentemente no entendió bien su propósito.[3][4]